# Railway Exchange Building (San Luis)
El Railway Exchange Building es un 277 pies de 21 pisos de gran altura edificio de oficinas en San Luis, la ciudad más poblada del estado de Misuri (Estados Unidos). El edificio con estructura de acero de 1914 tiene el estilo arquitectónico de la escuela de Chicago y fue diseñado por el arquitecto Mauran, Russell & Crowell. El edificio era el más alto de la ciudad cuando abrió, y sigue siendo el segundo edificio más grande en el centro de San Luis por área interior, con casi 111 484 m²  de espacio. Desde 1983 está incluido en el Registro Nacional de Lugares Históricos.
El edificio pasó mucho tiempo el hogar de la tienda insignia de la cadena de grandes almacenes Famous-Barr — y la sede de su empresa matriz May Department Stores — hasta que la marca fue comprada por Macy ; la tienda se convirtió en Macy's en 2006. Macy's decidió vender el edificio en 2008 y cerró la tienda en 2013.
En enero de 2017, el edificio fue comprado por $ 20 millones por Hudson Holdings, un desarrollador de propiedades históricas nacionales con sede en Delray Beach.